# Vándor Béla
Vándor Béla (Budapest, 1941. január 4. – 2012. december 6.) magyar orvos, az 1956-os forradalom harcosa, „pesti srác”. Édesapja a Magyar Nemzeti Bank főosztályvezető-helyettese volt.

## Életpályája

### 1956-os szerepe
Saját elbeszélése szerint 1956. október 24-én csatlakozott a Tompa utcai csoporthoz, tizenöt éves korában. Később a Hőgyes Endre utcában alakult csoporthoz csatlakozott. Az ellenállók „Colos” néven ismerték és a harcok közben az a legenda keletkezett róla, hogy „golyóálló”, mivel ruháit többször átlőtték, de sohasem sérült meg.
Részt vett a Sztálin-szobor ledöntésében, majd benzinespalackokkal az Üllői úton a városközpont felé igyekvő szovjet tankok ellen harcolt.
„Hivő ember vagyok, a szovjet tankokra dobált benzines palackokról nem szívesen beszélek. Azért sem szeretek erre emlékezni, mert orvos vagyok és elsősorban életmentés a feladatom. Ilyenkor az ember elveszti ezt a fajta értékítéletet, és csak a tankot látja meg a hazánkat megtámadó ellenséget, s nem az embert. Akkor azért megrendültünk, amikor láttuk a tankokból kiugráló égő katonákat” – mondta egy interjúban a Magyar Nemzetnek 2004-ben.
1956. november 4-én, a szovjet hadsereg általános támadásakor hazament, november 9-én azonban pisztollyal az oldalán ment az utcán és a szovjetek két társával együtt elfogták. Egy tankra ültették őket és egy szovjet katona sorozatot lőtt a lábába. Ezután az ávósoknak adták át, akik társai nevét és címét kérdezve megkínozták. Kitalált neveket és címeket vallott be. Egy hétig Ungváron volt fegyházban, majd 51, tizenhat év alatti társával november 25-én visszaszállították Magyarországra és átadták szüleinek.
Elbeszélése szerint az ávósok a foglyokat kínozták és többeket kivégeztek.

### 1956 után
Nem került börtönbe, érettségi után azonban 1956-os múltja miatt három évig nem vették fel az egyetemre. 1959-ben érettségizett. 1968-ban diplomázott a Budapesti Orvostudományi Egyetemen. Az egyetem után 22 évig a Honvéd Kórház orvosa volt. 1989-től körzeti orvosként dolgozott.